# Tetrao urogallus cantabricus
O urogalo-cantábrico (Tetrao urogallus cantabricus) é uma subespécie do urogalo ocidental (Tetrao urogallus), um ave galliforme da família Phasianidae endémica dos montes Cantábricos. Atualmente as populações estão restringidas às zonas montanhosas das Astúrias, algumas zonas do norte de Castela e Leão (especialmente na província de Leão) e a áreas de montanha do ocidente de Cantábria. Na Galiza ocupava a comarca de Vos Ancares, mas não há episódios de cantadeiros ocupados desde o ano 2005.

## Descrição
O urogalo é um galliforme de grande tamanho, de 80 a 115 cm de envergadura, a fêmea é de menor tamanho que o macho. Caracteriza-se por ter um plumagem cinza escura com bocados negros ao redor da cabeça e o pescoço. Apresenta uma cauda longa, um bico de cor marfim cinza e uma mancha vermelha em cima do olho.

## Distribuição e habitat
O urogalo cantábrico esteve distribuído ao longo de toda a cordilheira Cantábrica desde o norte de Portugal através da Galiza, Astúrias e Leão, até Cantábria, no norte de Espanha (UICN Redbook de 1979, p. 1). Atualmente a sua área de distribuição restringe-se à cordilheira Cantábrica, no noroeste da Espanha. A subespécie habita numa área de 1700 km², e a sua área de distribuição está separada do seu vizinho mais próximo, a subespécie de urogalo (T. u. aquitanicus) que habita nos Pirenéus a mais de 300 km (Quevedo et al. 2006b, p. 268). Não se conhece com exactidão o momento a desconexão da população cantábrica da pirenaica, mas provavelmente não antes do século XVIII. Em tempos recentes, até fins do século XIX a espécie ocupava uma ampla faixa, ao menos desde o Leste de Cantábria, Obarenes e as serras da Rioja.
Ao invés da crença geral e de verdadeiro sector académico, o factor determinante para o urogalo cantábrico é a estrutura, e não a espécie de árvore, do seu habitat. Por tanto e ante a extinção antrópica dos pinhais cantábricos, tem devido adaptar-se, desde a Idade Média aos bosques caducifólios, claramente subótimos e que têm mantido à espécie num tenso equilíbrio. A baixa altura relativa do seu habitat sobre o nível do mar, o carácter hiper húmido atlântico e a orientação norte não favorecem à espécie. Estes factores foram contrarrestados por uma fortíssima intervenção humana sobre o seu habitat que permitia manter em bosques caducifólios a peculiar estrutura de habitat que precisa.
O urogalo cantábrico é uma espécie muito polivalente e localiza-se em arvóredos (Fagus sylvatica) com uma estrutura muito específica, bosques mistos de tenhas e carvalhos (Quercus robur, Q. petraea e Q. pyrenaica), em abedulares (Betula alva) e em massas naturais de pinheiro silvestre e de reflorestação de coníferas, em zonas montanhosas que vão desde 800 a 1.800 m Também utiliza outros tipos de microhabitat arbustivos, retama (Genista spp..), brejo (Erica spp.) e zonas de praderia. De forma selectiva alimenta-se ao longo do ano de rebentos de tenha, ramos de abedul (B. alva) e folhas de acevo (Ilex aquifolium) (Quevedo et al. 2006b, p. 271). Também se alimenta de mirtilhos (Vaccinium myrtillus), que é um componente de consumo habitual da sua dieta (Rodríguez e Obeso 2000, em Pollo et al. 2005, p. 398).

## Conservação e ameaças
Storch et al. estimam que a população actual está formada por umas 625 aves, das quais aproximadamente 500 são adultos, segundo os dados de população mais recentes recolhidos de 2000 a 2003 (2006, p. 654). As estimativas de população para as diferentes subespécies de urogalo são geralmente calculadas mediante a contagem de machos em cantadeiros (lugares tradicionais onde os machos se congregam durante a época de cio e onde entram em concorrência por atrair às fêmeas). Pollo et al. (2005, p. 397) estima uma diminuição de um 60 a 70 % no número de machos presentes nos cantadeiros da vertente sul da cordilheira, desde 1981. Isto é equivalente a um descida médio de 3 % por ano, ou do 22 % durante os últimos 8 anos. Também há evidência de uma diminuição do 30 % na ocupação de cantadeiros na vertente norte do área de distribuição entre 2000 e 2005 (Bañuelos e Quevedo, dados não publicados, segundo Storch et al. 2006, p. 654). Baseado em dados recolhidos entre 2000 e 2003 por Pollo et al. (2005, p. 401), estes autores concluem que a distribuição do urogalo cantábrico na ladeira sul da cordilheira Cantábrica se encontra fragmentada em 13 pequenas subpopulações: quatro na zona ocidental e nove na oriental. Seis subpopulações (5 na oriental e 1 no ocidente) continham um único macho cantando, o que indica uma população muito pequena, já que a presença de machos cantores tem uma correlação direta com as quantidades de população. A superfície ocupada pelo urogalo cantábrico em 1981-1982 cobria aproximadamente 2070 km2 da vertente sul, 972 km2 no oeste e 1098 km2 no este. Entre 2000 e 2003, o área de ocupação tinha-se reduzido a 693 km2, mais especificamente 413 km2 no oeste e 280 km2 no este. Desta forma, durante um período de 22 anos, produziu-se uma redução do 66 % das zonas ocupadas por esta subespécie na ladeira sul da cordilheira Cantábrica (Pollo et al. 2005, p. 401). Baseando nestes dados, a subpopulação na porção oriental da cordilheira parece estar a diminuir a um ritmo mais rápido que a subpopulação na parte ocidental.
Ainda que Storch, et al. 2006 (p. 653) assinalam que o urogalo cantábrico cumpre os critérios para ser classificada como ”em perigo de extinção” na Lista Vermelha da UICN devido a a rápida diminuição da população, o tamanho pequeno da população e a muito fragmentada distribuição, na atualidade não se encontra classificado como tal pela UICN. A subeséecie está classificada como ”Em perigo de extinção” na Espanha no Catálogo Nacional de Espécies Ameaçadas. A espécie não tem sido formalmente considerada para a sua inclusão nos Apêndices do Convênio CITES.

### Perda, fragmentação e degradação do habitat
Enquanto em outros países europeus gera-se ativamente as formações florestais para favorecer à espécie, com bons resultados; em Espanha persiste uma controvérsia entre alguns experientes partidários da não-intervenção sobre habitats com urogalos cantábricos que levam séculos sendo modificados pelas comunidades rurais.
Tradicionalmente o pastoreio, a roça e o desmatamento feitos pelos pastores e vaqueiros cantábricos têm contribuído ao manejo e persistência de um habitat favorável para a espécie. E isto, apesar de ser atípicas as formações florestais de caducas sobre as que a espécie se apresenta, devido principalmente a erradicação sistémica pela acção humana das massas naturais de coníferas da cordilheira Cantábrica.  
Numerosos fatores limitam a dinâmica da população do urogalo em toda a sua área de distribuição, incluída a degradação, a perda e a fragmentação do habitat (Storch, 2000, p. 83; 2007, p. 96). A estrutura florestal desempenha um papel importante na determinação da adequação do habitat e sua ocupação. Quevedo et al. (2006b, p. 274) encontrou que a estrutura do bosque aberto com arbustos de mirtilhos bem distribuídos eram o tipo de habitat preferido pelo urogalo cantábrico. A gestão dos recursos florestais para a produção de madeira tem provocado e segue provocando mudanças significativas na estrutura do bosque, tais como: a composição de espécies, a densidade e a altura das árvores, o tamanho da mancha de bosque e a vegetação do sotobosque (Pollo et al. 2005, p. 406). A área de distribuição histórica ocupada por esta subespécie (3500 km2) tem diminuído em mais do 50 % (Quevedo et al. 2006b, p. 268). O área de distribuição atual está muito fragmentado, com escassa coberta florestal do habitat (22 % da paisagem) e a maioria do habitat adequados são pequenas manchas de menos de 10 ha de tamanho (García et al. 2005, p. 34). Pedaços de habitat de boa qualidade são escassos e descontínuos, sobretudo nas partes centrais da distribuição (Quevedo et al. 2006b, p. 269), e os cantaderos nos pedaços mais pequenos dos bosques têm sido abandonados durante as últimas décadas. Os cantadeiros que permanecem ocupados se encontram na atualidade mais longe das bordas dos bosques que os cantadeiros ocupados na década de 1980 (Quevedo et al. 2006b, p. 271).
Tendo por base os dados dos censos de população, os fragmentos de bosque que contêm cantadeiros ocupados em 2000 eram significativamente maiores que os fragmentos que tinham cantadeiros na década de 1980, que desde então têm sido abandonados (Quevedo et al. 2006b, p. 271). Os fragmentos de bosque dos que o urogalo cantábrico tem desaparecido desde a década de 1980 são de pequeno tamanho e as manchas mais isoladas de outras. Ademais, o urogalo cantábrico tem desaparecido dos pedaços de bosque mais próximos à beira da área de distribuição, tanto nas subpopulação oriental como na ocidental da ladeira sul da cordilheira Cantábrica, o que sugere que a fragmentação florestal desempenha um papel importante na dinâmica populacional desta subespécie (Quevedo et al. 2006b, p. 271). Investigações levadas a cabo em outras subespécies de urogalo indicam que o tamanho dos pedaços de bosque se correlaciona com o número de machos que se reúnem num cantadeiro para se exibir, e que por baixo de um verdadeiro tamanho das parcelas florestais, os cantadeiros são abandonados (Quevedo et al. 2006b, p. 273 ). Nas paisagens altamente fragmentados, os parcelas de bosque estão incorporados numa matriz de outros habitats, e os habitantes dos bosques como o urogalo se enfrentam frequentemente com áreas abertas dentro de seu âmbito de campo. Quevedo et al. (2006a, p. 197) desenvolveu um modelo de adequação do habitat para o urogalo que avaliou a relação entre o tamanho de parcelas de bosques e a ocupação, este autor determinou que a subespécie ainda permanece em unidades de habitat onde os índices utilizados mostram que o habitat se encontra por baixo da adequação dos valores de corte dos dois melhores modelos de predição (diminuição e geral), o que pode indicar um alto risco de extinção local. Outros pesquisadores sugerem que, se se perde mais habitat de conectividade, a população de urogalo cantábrico pode ficar dispersada em subpopulações isoladas demasiado pequenas para garantir a sua sobrevivência em longo prazo. Um modelo demográfico baseado nas populações dos Alpes de Baviera sugere um tamanho mínimo de população viável da ordem de 500 aves No entanto, os dados genéticos mostram sinais claros de redução da variabilidade em populações com um número de indivíduos inferior a 1.000 aves, o que indica que um mínimo demográfico de população inferior a 500 aves pode ser demasiado pequeno para manter a variabilidade genética (Segelbacher et al. 2003, p. 1779). As consequências genéticas da fragmentação dos habitats existentes para esta espécie, manifestam-se em forma de diminuição da variabilidade genética, devido a um maior isolamento das populações (Segelbacher et al. 2003, p. 1779). Portanto, a deterioração do habitat e a fragmentação de origem antropogénico, não só conduzem à diminuição da área de distribuição, sinão que também pode ter consequências genéticas significativas e, por tanto, consequências evolutivas nas populações sobreviventes (Segelbacher et al. 2003, p. 1779).
Em conclusão, esta subespécie segue diminuindo em toda sua faixa de distribuição actual, e que as subpopulações podem estar isoladas umas de outras devido à redução e contração da área de distribuição tanto na zona oriental como na ocidental, se encontrando abandonada a parte central do área de distribuição da subespécie na vertente sul da cordilheira Cantábrica (Pollo et al. 2005, p. 401). Algumas populações restantes têm um alto risco de extinção local (Quevedo et al. 2006a, p. 197). O abandono da gestão dos recursos florestais desde os anos 70 do século XX afecta negativamente à estrutura do bosque, o que afecta à qualidade, quantidade e distribuição do habitat adequado para esta subespécie, por densificação das massas arbóreas. Ademais, a estrutura da matriz de habitats situados entre parcelas de bosque é provável que afecte à capacidade que os urogalos têm para se dispersar entre as subpopulações. Portanto a destruição, a modificação ou a redução do habitat na área de distribuição, é uma ameaça para a existência futura do urogalo cantábrico em toda sua faixa de presença atual.
Recentemente relacionou-se a diminuição do urogalo na cordilheira Cantábrica com o desaparecimento em tempos históricos por causas antrópicas das formações florestais de coníferas, dados que confirmar-se-iam com a ocupação nesta faixa cantábrico de repopulações florestais de coníferas.

### Uso excessivo com fins comerciais, recreativos, cientistas ou educativos
Na atualidade a caça do urogalo cantábrico é ilegal em Espanha, no entanto, a caça furtiva segue-se produzindo (Storch 2000, p. 83; 2007, p. 96), conquanto é anedótica e de escassa importância para a manutenção da espécie na cordilheira Cantábrica. Como esta espécie congrega-se em cantadeiros, os indivíduos são um objetivo especialmente fácil, e a caça furtiva do urogalo é considerada comum (Storch 2000, p. 15). Desconhece-se qual é a incidência desta caça sobre a subespécie, no entanto, dado o escasso número de aves restantes e a redução da variabilidade genética já evidente nos níveis de população atual, a perda de adultos reprodutores poderia ter um impacto substancial sobre a subespecie. Portanto, a utilização excessiva com fins recreativos é uma ameaça para a existência continuada do urogalo cantábrico em toda a sua faixa de presença. Nos Pirenéus existe uma coexistência da espécie com caminhos, caminhos florestais e vias de saída, pelo que se propôs que o factor determinante não é o uso recriacional moderado se não as espécies florestais dominantes (preferívelmente coníferas) e sobremaneira a estrutura da massa florestal.

### Doenças e depredação
Doenças e parasitas têm sido propostos como fatores associados ao declive de populações de outras espécies de aves da mesma família à que pertence o urogalo (Tetraonidae) (Obeso et a o. 2000, p. 191). Numa tentativa por determinar se os parasitas estão a contribuir à diminuição do urogalo cantábrico, estes pesquisadores coletaram e analisaram mostras de fezes em 1998 em várias localidades em toda a área de distribuição desta subespécie. A prevalência de parasitas comuns (Eimeria sp. e Capillaria sp.) esteve presente ao 58 e 25 % das mostras recolhidas, respetivamente. No entanto, a intensidade média destes parasitas é muito baixa em comparação com outras populações de espécies de aves da família Tetraonidae. Outros parasitas encontraram-se em muito baixa frequência. Os pesquisadores concluíram que era pouco provável que os parasitas intestinais estejam a causar o declive do urogalo cantábrico. Baseando na informação anterior, parece que as infestações de parasitas não são um factor significativo na diminuição desta subespécie. Não existe informação específica que indique que a depredação constitua uma ameaça para a espécie. Em resumo as doenças e a depredação não parecem ser sérias ameaças à sobrevivência do urogalo cantábrico em toda a sua área de distribuição.

### A insuficiência dos mecanismos de regulação existentes
Apesar de que cumpre com os critérios, o urogalo cantábrico não está classificado como “em perigo de extinção” pela UICN. Também não trata-se de uma espécie incluída em nenhum apêndice da Convenção sobre o Comércio Internacional de Espécies Ameaçadas de Fauna e Flora Silvestres (CITES). Esta subespécie está atualmente catalogada como "Em perigo de extinção” em Espanha dentro do Catálogo Nacional de Espécies Ameaçadas, que oferece uma proteção especial (por exemplo, a regulação complementar das atividades nos bosques da sua área de distribuição, a regulação de caminhos e estradas na zona, a eliminação da caça furtiva e a protecção de áreas importantes para os jovens). Ainda que é classificada como “Em perigo de extinção”, como se mencionou anteriormente (ver o Factor B), a caça ilegal se segue produzindo. A União Europeia (UE), na Diretora 92/43/CEE de Habitat refere-se à proteção dos habitat e espécies em perigo de extinção a escala europeia (União Europeia 2008). Vários tipos de habitats valiosos para o urogalo têm sido incluídos na presente Diretiva, mais especificamente no Apêndice I, Secção 9, Bosques. Na Directora de Aves da UE (79/407/EEC) o urogalo aparece no anexo I, como espécies a que será objeto de medidas especiais de conservação do habitat para garantir a sua sobrevivência”. Segundo esta Diretiva, designar-se-á uma rede de zonas especiais de conservação (ZEPA) que compreendam habitats adequados para as espécies do Anexo I. Esta rede de ZEPA e outros lugares protegidos denominam-se em conjunto como Rede Natura 2000. Vários países em Europa, entre eles Espanha, estão no processo de estabelecimento da rede de ZEPA. As diferentes populações de urogalo cantábrico estão em sua maioria dentro de espaços naturais e de espaços que fazem parte da Rede Natura 2000. Esta subespécie apresenta também uma proteção especial em virtude do [Convenção sobre a Vida Selvagem e os Habitats Naturais na Europa|Convênio de Berna]] (Convenção sobre a Conservação da Vida Silvestre e Habitats Naturais; Tratados europeus Séries/104; Conselho de Europa, 1979). O urogalo cantábrico está catalogado como estritamente protegido” no Apêndice II, que exige aos Estados membros garantir a conservação das taxas incluídos e seus habitats. Segundo este Convênio, a proteção das espécies do Apêndice II inclui a proibição da captura deliberada, a manutenção e a morte das espécies, o dano ou a destruição deliberada de lugares de jovens, a perturbação deliberada durante a temporada de jovens, a tomada ou destruição deliberada dos ovos e a posse ou comércio de qualquer indivíduo da espécie. Em novembro de 2003, a Espanha aprovou a Lei de Montes, que aborda a conservação e melhoria dos bosques e pastoreios na Espanha. Esta lei exige a elaboração de planos para a gestão dos recursos florestais, que têm de incluir planos para a luta contra os incêndios florestais, estabelecimento de zonas de risco baseado no risco de incêndios, a formulação de um plano de defesa na cada zona de perigo estabelecido, a restauração obrigatória da superfície queimada, e a proibição de mudança de uso florestal de uma área queimada em outros usos durante um período de 30 anos. Ademais, esta lei oferece incentivos económicos para a gestão sustentável dos bosques pelos proprietários privados e entidades locais.
Em conclusão, apesar dos recentes avanços na proteção desta subespécie e de seu habitat através de Diretivas da UE e a protecção baixo a legislação espanhola, a caça ilegal segue-se produzindo (Storch 2000, p. 83; 2007, p. 96). Ademais, é difícil localizar informação sobre a eficácia de muitas destas medidas na redução de ameaças para a espécie. Portanto, parece que os mecanismos de regulação existentes são insuficientes para aliviar as atuais ameaças que pesam sobre o urogalo cantábrico em todo sua área de distribuição.
As medidas legais adotadas até a data mostraram-se claramente insuficiente, principalmente como a espécie em ambientes cantábricos precisa, para além de uma proteção estrita (recorde-se que nos Pirenéus franceses é uma espécie cinégética), de uma gestão activa do meio e em verdadeiro modo artificializada nesta faixa de distribuição, que mantenha massas abertas com microhabitats favoráveis, algo que secularmente se conseguiu com a forte extração de madeira, tanto de lenhas como de derrubes para floreio feitas pelas comunidades rurais.

### Outros factores naturais ou artificiais que afectam à sobrevivência da espécie
Suárez-Seoane e Rovés avaliaram o impacto potencial das perturbações humanas nas populações de um núcleo de urogalo cantábrico em diferentes Reservas Naturais. Eles encontraram que as localizações selecionadas como cantadeiros se encontram no centro das grandes manchas de bosque e estavam menos expostos à perturbação humana. Também encontraram que o urogalo cantábrico tem desaparecido dos cantadeiros situados nas zonas de menor altitude e mais próximas às zonas povoadas, também de zonas habituais de caça e de zonas queimadas em repetidas ocasiões. Os incêndios periódicos também têm sido implicados como um factor na diminuição da subespécie. Uma média de 85.652 hectares de superfície florestal têm ardido ao ano, durante o período entre 1995 e 2005 (Lloyd 2007a, p. 1). Em média, a 80 % de todos os incêndios em Espanha são provocados intencionalmente pelo homem (Lloyd 2007a, p. 1). Suárez-Seoane e García-Rovés (2004, p. 405) encontraram que a estabilidade das zonas de criança de urogalo cantábrico, através de um período de 20 anos, se devia principalmente à baixa recorrência de incêndios e à escassez de zonas habitadas. Ademais, a espécie evita as zonas que se queimam de forma recorrente, porque as regiões perdem a sua capacidade para se regenerar e não pode produzir o habitat que a espécie requer (Suárez-Seoane e García-Rovés 2004, p. 406). Não se conhece quantas hectares de habitat adequado para o urogalo cantábrico são consumidas pelo fogo a cada ano. No entanto, como a espécie requer de uma baixa frequência de incêndios, e que tanto a perturbação humana como a frequência de incêndios é mais provável que aumentem com a presença humana, este fator poderia ser uma ameaça potencial para os habitats e as aves naquelas zonas onde existe uma alta prevalência de moléstias e uma elevada frequência de incêndios.
Em resumo, as perturbações ocasionadas pelos seres humanos podem provocar um impacto a estas aves. Os Espaços Naturais em Espanha têm registado um aumento no uso humano para o recreio e a caça. Como os núcleos de população humana se ampliam e acercam às zonas de habitat ocupados pelo urogalo, o aumento da perturbação durante a reprodução, alimentação e refúgio pode afetar ao comportamento desta espécie. Ademais, à medida que aumenta a presença humana, a probabilidade de incêndios e distúrbios incrementa-se. Um ou ambos destes fatores têm um potencial de impacto sobre os indivíduos e seu habitat. Portanto, podemos concluir que entre os factores naturais ou artificiais que afectam à sobrevivência da espécie, em forma de incêndios florestais e perturbações, são ameaças para a existência continuada do urogalo cantábrico em toda a sua área de distribuição.
Parece que pouco a pouco a espécie vai encontrando apoios para a sua sobrevivência, como o caso do Tribunal Superior de Justiça de Castela e Leão, que tem evitado a instalação de aerogeradores na comarca do Bierzo num corredor natural entre dois bosques ocupados pela espécie